# Fatty m'assiste
Pour plus de détails, voir Fiche technique et Distribution.
Fatty m’assiste  (titre original : A Country Hero) est une comédie burlesque américaine réalisée par Roscoe Arbuckle, sortie le 10 décembre 1917.

## Synopsis
Fatty est forgeron au village très campagnard de Jazzville et amoureux de la belle institutrice que ne laisse pas indifférent Cy Klone, le propriétaire du garage. Mais les deux rivaux se réconcilient lorsque arrive un gars de la ville qui entend bien aussi courtiser la jeune femme. Buster Keaton joue le rôle d’un artiste qui se produit lors du grand bal annuel du village. Il charme un bas noir sortant d'une boîte à cigare à la manière d'un serpent.

## Fiche technique
- Titre : Fatty m’assiste
- Titre original : A Country Hero
- Réalisation : Roscoe Arbuckle
- Scénario : Roscoe Arbuckle
- Photographie : George Peters
- Montage : Herbert Warren
- Producteur : Joseph M. Schenck
- Société de production : Comique Film Corporation
- Société de distribution : Paramount Pictures
- Pays d'origine :  États-Unis
- Langue : film muet avec les intertitres en anglais
- Format : Noir et blanc — 35 mm — 1,33:1 — Muet
- Genre : Comédie, Film burlesque
- Durée : 23 minutes
- Date de sortie : 
  - États-Unis : 10 décembre 1917

## Distribution
- Roscoe "Fatty" Arbuckle : Fatty le forgeron
- Buster Keaton : l'artiste
- Al St. John : le gars de la ville
- Alice Lake : l'institutrice
- Joe Keaton : Cy Klone, le garagiste

## À noter
- Ce film est présumé perdu.